# 耶烏德鄉
47°40′40″N 24°14′1.2″E / 47.67778°N 24.233667°E
耶烏德鄉（羅馬尼亞語：Comuna Ieud, Maramureș），是羅馬尼亞的鄉份，位於該國西北部，由馬拉穆列什縣負責管轄，面積110平方公里，海拔高度425米，2007年人口4,217，人口密度每平方公里38人。